# The Evidence of the Film
The Evidence of the Film is een Amerikaanse korte film uit 1913. De film werd geregisseerd door Lawrence Marston en Edwin Thanhouser. Hij werd lange tijd verloren geacht maar in 1999 werd een intacte kopie onder de houten vloer van de projectieruimte in een bioscoop in Superior, Montana gevonden. De film werd in 2001 opgenomen in het National Film Registry.

## Plot
Een boodschappenjongen van een filmstudio wordt ervan beschuldigd een groot geldbedrag gestolen te hebben. Hij wordt gered door zijn zuster die films monteert; ze laat zien aan de hand van filmopnames gemaakt tijdens de overval dat de jongen opzij werd geduwd door de echte overvaller toen hij naar binnen wilde gaan.

## Rolverdeling
| Acteur            | Personage                 |
| ----------------- | ------------------------- |
| William Garwood   | Makerlaar                 |
| Marie Eline       | Boodschapper              |
| Riley Chamberlin  | klerk                     |
| Florence La Badie | zus van boodschapper      |
| Helen Badgley     | Mrs. Caroline Livingstone |